# Khuổi Ỏ
Khuổi Ỏ là một con sông đổ ra Sông Bắc Khê. Sông có chiều dài 24 km và diện tích lưu vực là 88 km². Khuổi Ỏ chảy qua các tỉnh Cao Bằng, Lạng Sơn.